# Ina Böttcher
Ina Böttcher (* 1975 in Bonn) ist eine Rundfunk- und TV-Journalistin sowie Moderatorin verschiedener Nachrichten- und Talkformate (u. a. Radio Rhein-Sieg, XXP TV, Tagesschau24, Deutsche Welle TV).

## Leben
Ihre journalistische Karriere startete sie als Moderatorin des LifeStyle-Magazins Take! bei Radio Rhein-Sieg in Bonn. Nach dem Studium der Politikwissenschaften absolvierte sie ihr Volontariat in Berlin. Danach wechselte sie zum Fernsehsender XXP/Spiegel TV und moderierte verschiedene Formate wie das Talkmagazin Punkt X, die XXP Nachrichten oder das Kino Magazin. 2006 bis 2008 war sie Moderatorin der Nachrichtensendung Journal bei der Deutschen Welle. Von 2006 bis zum 21. Dezember 2017 moderierte Ina Böttcher bei der ARD die Nachrichten bei Tagesschau24 und gehörte zum Sprecherteam der Tagesschau. Ihre letzte Tagesschau sprach sie am 18. Dezember 2017 in der ARD. Sie arbeitet bundesweit als Medientrainerin und Kommunikationstrainerin.
Böttcher lebt und arbeitet in Berlin.